# Puchar Świata w skeletonie 1994/1995
Sezon 1994/1995 Pucharu Świata w skeletonie – 9. sezon Pucharu Świata w skeletonie. Rozpoczął się 15 stycznia 1995 roku w Altenbergu, w Niemczech. Ostatnie zawody z tego cyklu zostały rozegrane 4 lutego 1995 roku w Stanach Zjednoczonych, w Lake Placid. Rozegrane zostały 4 konkursy.
Po raz piąty zwyciężył Austriak Christian Auer.

## Kalendarz Pucharu Świata
| Lp.                                   | Data             | Miejscowość | 1. miejsce     | 2. miejsce     | 3. miejsce         |
| ------------------------------------- | ---------------- | ----------- | -------------- | -------------- | ------------------ |
| 1.                                    | 15 stycznia 1995 | Altenberg   | Franz Plangger | Christian Auer | Jürg Wenger        |
| 2.                                    | 21 stycznia 1995 | Igls        | Christian Auer | Alex Müller    | Michael Grünberger |
| 3.                                    | 25 stycznia 1995 | Königssee   | Christian Auer | Franz Plangger | Alex Müller        |
| 4.                                    | 4 lutego 1995    | Lake Placid | Franz Plangger | Jimmy Shea     | Christian Auer     |
| Mistrzostwa Świata 1995 – Lillehammer |                  |             |                |                |                    |

## Klasyfikacja
| lp. | zawodnik           | kraj            | punkty |
| --- | ------------------ | --------------- | ------ |
| 1.  | Christian Auer     | Austria         | 172    |
| 2.  | Franz Plangger     | Austria         | 170    |
| 3.  | Alex Müller        | Austria         | 158    |
| 4.  | Ryan Davenport     | Kanada          | 143    |
| 5.  | Willi Schneider    | Niemcy          | 137    |
| 6.  | Jürg Wenger        | Szwajcaria      | 118    |
| 7.  | Michael Grünberger | Austria         | 117    |
| 8.  | Felix Poletti      | Szwajcaria      | 108    |
| 9.  | Tim Hathaway       | Wielka Brytania | 108    |
| 10. | Marco Filippin     | Austria         | 106"   |